# Ad limina apostolorum
Ad limina apostolorum (hrv.: na grobove apostola) označava pohod što ga svake pete godine obavljaju katolički biskupi papi u Rim, pri čemu podnose pismeni ili usmeni izvještaj o prilikama u svojoj biskupiji. Ovaj običaj je uveo papa Siksto V.
Danas crkveni zakon, tj. kanonski propisi (399. i 400.) traže od svakoga biskupa nastanjenog u Europi da pohodi Rim svakih pet godina kako bi se pomolio u bazilici sv. Petra i sv. Pavla, zatim osobno susreo s papom i dao detaljan izvještaj o stanju u svojoj biskupiji, usmeno papi i pismeno Konzistorijalnoj kongregaciji. Biskupi nastanjeni izvan Europe trebaju obaviti pohod »ad limina Apostolorum« svakih deset godina, ali i oni moraju dostavljati pismeni izvještaj svakih pet godina.
Ako je dijecezanski biskup u tome zakonito spriječen, može ispuniti svoju obvezu preko koadjutora ako ga ima ili preko pomoćnoga biskupa. Moguće je da to obavi i neki odgovarajući svećenik koji prebiva u biskupiji dotičnoga biskupa, a apostolski vikar može to učiniti i preko svojega zastupnika.